# Carpineti
Carpineti (emilián nyelven Carpnèida, helyi nyelvjárásban Carpnéda) település Olaszországban, Emilia-Romagna régióban, Reggio Emilia megyében. Lakosainak száma 3895 fő (2023. január 1.). Carpineti Baiso, Casina, Castelnovo ne’ Monti, Toano, Viano és Villa Minozzo községekkel határos.

## Népesség
A település népessége az elmúlt években az alábbi módon változott:
| Lakosok száma | 4011 | 4011 | 3895 |
|               | 2017 | 2018 | 2023 |